# Inmigración en Italia
La inmigración en Italia se refiere al éxodo de ciudadanos de otros países del mundo hacia la República Italiana, país ubicado en el sur de Europa. En la actualidad, Italia se ha convertido en el décimo país con más inmigrantes a nivel mundial. Según la Organización de las Naciones Unidas (ONU), existirían alrededor de 6,2 millones de extranjeros que se encuentran viviendo en territorio italiano, esto hace que de los 60 millones de habitantes que viven en el país, alrededor de un 10,37 % son inmigrantes provenientes de otros países. 
A partir del 1 de enero de 2017, había 5.047.028 extranjeros residentes en Italia . Esto representaba el 8,2% de la población del país y representaba un aumento de 92.352 con respecto al año anterior. Estas cifras incluyen a los niños nacidos en Italia de extranjeros (que fueron 75.067 en 2014; 14,9% del total de nacimientos en Italia), pero excluyen a los extranjeros que posteriormente han adquirido la nacionalidad italiana; esto se aplicó a 129.887 personas en 2014. Alrededor de 6.200.000 personas que residen en Italia tienen antecedentes de inmigración (alrededor del 10% de la población italiana total). También excluyen a los inmigrantes ilegales cuyos números son difíciles de determinar. En mayo de 2008, The Boston Globe citó una estimación de 670,000 para este grupo. La distribución de la población nacida en el extranjero es en gran medida desigual en Italia: el 59.5% de los inmigrantes vive en la parte norte del país (el área más desarrollada económicamente), el 25.4% en la central, mientras que solo el 15.1% vive en las regiones del sur. Los niños nacidos en Italia de madres extranjeras fueron 102,000 en 2012, 99,000 en 2013 y 97,000 en 2014.
Desde la expansión de la Unión Europea, la ola de migración más reciente ha sido de los estados europeos circundantes, particularmente de Europa del Este, y cada vez más de Asia, reemplazando a África del Norte como la principal área de inmigración. Cerca de un millón de rumanos , de los cuales unos 60,000 son romaníes (también conocidos como gitanos), están registrados oficialmente como residentes en Italia a partir de 2008. A partir de 2013, el origen de la población nacida en el extranjero se subdividió de la siguiente manera: África (22.1 %), Asia (18.8%), América (8.3%) y Oceanía (0.1%).

## Datos estadísticos de la inmigración en Italia

Inmigrantes extranjeros como porcentaje de la población regional en el año 2011.

### Opinión pública sobre la inmigración en Italia
Según la encuesta publicada por el diario italiano de Milán Corriere della Sera, un 51 % de los italianos estaba de acuerdo en aprobar cerrar los puertos de Italia a los inmigrantes provenientes del Mediterráneo que llegaban en barco, mientras que solo un 19 % de los italianos estaba de acuerdo en dar la bienvenida a más inmigrantes.
En 2018, una encuesta realizada por el instituto de investigación Pew Research Center descubrió que una gran mayoría de los italianos, de alrededor del 71 % quería que se permitiera la entrada de menos inmigrantes al país, un 18 % de los italianos quería mantener el nivel actual y solo un 5 % de los italianos querían que aumentase la inmigración a Italia.
Otra encuesta de 2019 realizada por la revista Yougov mostró que un 53 % de los  italianos pensaba que las autoridades no deberían aceptar más refugiados provenientes de las zonas de conflicto, solo un 25 % de los italianos estaba a favor de más refugiados en el país y el otro 19 % estaban indecisos.

### Inmigración total
| Extranjeros viviendo en Italia en 2018 (según el Istituto Nazionale di Statistica ISTAT) | Extranjeros viviendo en Italia en 2018 (según el Istituto Nazionale di Statistica ISTAT) | Extranjeros viviendo en Italia en 2018 (según el Istituto Nazionale di Statistica ISTAT) | Extranjeros viviendo en Italia en 2019 (según la Organización de las Naciones Unidas ONU) | Extranjeros viviendo en Italia en 2019 (según la Organización de las Naciones Unidas ONU) | Extranjeros viviendo en Italia en 2019 (según la Organización de las Naciones Unidas ONU) |
| Puesto                                                                                   | País                                                                                     | Cantidad                                                                                 | Puesto                                                                                    | País                                                                                      | Cantidad                                                                                  |
| ---------------------------------------------------------------------------------------- | ---------------------------------------------------------------------------------------- | ---------------------------------------------------------------------------------------- | ----------------------------------------------------------------------------------------- | ----------------------------------------------------------------------------------------- | ----------------------------------------------------------------------------------------- |
| 1°                                                                                       | Rumania                                                                                  | 1 206 938                                                                                | 1°                                                                                        | Rumania                                                                                   | 1 074 382                                                                                 |
| 2°                                                                                       | Albania                                                                                  | 441 027                                                                                  | 2°                                                                                        | Albania                                                                                   | 475 196                                                                                   |
| 3°                                                                                       | Marruecos                                                                                | 422 980                                                                                  | 3°                                                                                        | Marruecos                                                                                 | 450 557                                                                                   |
| 4°                                                                                       | China                                                                                    | 299 823                                                                                  | 4°                                                                                        | Ucrania                                                                                   | 246 367                                                                                   |
| 5°                                                                                       | Ucrania                                                                                  | 239 424                                                                                  | 5°                                                                                        | China                                                                                     | 228 231                                                                                   |
| 6°                                                                                       | Filipinas                                                                                | 168 292                                                                                  | 6°                                                                                        | Alemania                                                                                  | 218 158                                                                                   |
| 7°                                                                                       | India                                                                                    | 157 965                                                                                  | 7°                                                                                        | Suiza                                                                                     | 199 233                                                                                   |
| 8°                                                                                       | Bangladés                                                                                | 139 953                                                                                  | 8°                                                                                        | Moldavia                                                                                  | 188 923                                                                                   |
| 9°                                                                                       | Moldavia                                                                                 | 128 979                                                                                  | 9°                                                                                        | India                                                                                     | 161 364                                                                                   |
| 10°                                                                                      | Egipto                                                                                   | 126 733                                                                                  | 10°                                                                                       | Filipinas                                                                                 | 153 280                                                                                   |
| 11°                                                                                      | Pakistán                                                                                 | 122 308                                                                                  | 11°                                                                                       | Francia                                                                                   | 132 810                                                                                   |
| 12°                                                                                      | Nigeria                                                                                  | 117 358                                                                                  | 12°                                                                                       | Bangladés                                                                                 | 123 894                                                                                   |
| 13°                                                                                      | Sri Lanka                                                                                | 111 056                                                                                  | 13°                                                                                       | Egipto                                                                                    | 122 040                                                                                   |
| 14°                                                                                      | Senegal                                                                                  | 110 242                                                                                  | 14°                                                                                       | Polonia                                                                                   | 118 588                                                                                   |
| 15°                                                                                      | Perú                                                                                     | 97 128                                                                                   | 15°                                                                                       | Perú                                                                                      | 117 189                                                                                   |
| 16°                                                                                      | Túnez                                                                                    | 95 071                                                                                   | 16°                                                                                       | Brasil                                                                                    | 115 970                                                                                   |
| 17°                                                                                      | Polonia                                                                                  | 94 200                                                                                   | 17°                                                                                       | Pakistán                                                                                  | 112 947                                                                                   |
| 18°                                                                                      | Ecuador                                                                                  | 79 249                                                                                   | 18°                                                                                       | Túnez                                                                                     | 109 387                                                                                   |
| 19°                                                                                      | Macedonia del Norte                                                                      | 63 561                                                                                   | 19°                                                                                       | Senegal                                                                                   | 103 744                                                                                   |
| 20°                                                                                      | Bulgaria                                                                                 | 60 129                                                                                   | 20°                                                                                       | Sri Lanka                                                                                 | 94 745                                                                                    |
| 21°                                                                                      | Ghana                                                                                    | 51 382                                                                                   | 21°                                                                                       | Ecuador                                                                                   | 85 272                                                                                    |
| 22°                                                                                      | Brasil                                                                                   | 50 690                                                                                   | 22°                                                                                       | Rusia                                                                                     | 83 260                                                                                    |
| 23°                                                                                      | Kosovo                                                                                   | 40 508                                                                                   | 23°                                                                                       | Nigeria                                                                                   | 80 235                                                                                    |
| 24°                                                                                      | Rusia                                                                                    | 38 448                                                                                   | 24°                                                                                       | Macedonia del Norte                                                                       | 73 343                                                                                    |
| 25°                                                                                      | Serbia                                                                                   | 38 443                                                                                   | 25°                                                                                       | Argentina                                                                                 | 71 880                                                                                    |
| 26°                                                                                      | Alemania                                                                                 | 37 144                                                                                   | 26°                                                                                       | Reino Unido                                                                               | 65 645                                                                                    |
| 27°                                                                                      | Costa de Marfil                                                                          | 32 065                                                                                   | 27°                                                                                       | Bulgaria                                                                                  | 62 358                                                                                    |
| 28°                                                                                      | Francia                                                                                  | 30 549                                                                                   | 28°                                                                                       | Estados Unidos                                                                            | 54 184                                                                                    |
| 29°                                                                                      | República Dominicana                                                                     | 29 584                                                                                   | 29°                                                                                       | Venezuela                                                                                 | 53 007                                                                                    |
| 30°                                                                                      | Reino Unido                                                                              | 29 177                                                                                   | 30°                                                                                       | Ghana                                                                                     | 51 364                                                                                    |
| 31°                                                                                      | España                                                                                   | 26 133                                                                                   | 31°                                                                                       |                                                                                           |                                                                                           |
| 32°                                                                                      | Bosnia y Herzegovina                                                                     | 24 399                                                                                   | 32°                                                                                       |                                                                                           |                                                                                           |
| 33°                                                                                      | Gambia                                                                                   | 22 840                                                                                   | 33°                                                                                       |                                                                                           |                                                                                           |
| 34°                                                                                      | Cuba                                                                                     | 22 273                                                                                   | 34°                                                                                       |                                                                                           |                                                                                           |
| 35°                                                                                      | Mali                                                                                     | 21 226                                                                                   | 35°                                                                                       |                                                                                           |                                                                                           |
| 36°                                                                                      | Turquía                                                                                  | 19 716                                                                                   | 36°                                                                                       |                                                                                           |                                                                                           |
| 37°                                                                                      | Argelia                                                                                  | 19 661                                                                                   | 37°                                                                                       |                                                                                           |                                                                                           |
| 38°                                                                                      | Colombia                                                                                 | 18 375                                                                                   | 38°                                                                                       |                                                                                           |                                                                                           |
| 39°                                                                                      | Croacia                                                                                  | 17 472                                                                                   | 39°                                                                                       |                                                                                           |                                                                                           |
| 40°                                                                                      | El Salvador                                                                              | 16 082                                                                                   | 40°                                                                                       |                                                                                           |                                                                                           |
| 41°                                                                                      | Georgia                                                                                  | 15 778                                                                                   | 41°                                                                                       |                                                                                           |                                                                                           |
| 42°                                                                                      | Camerún                                                                                  | 15 704                                                                                   | 42°                                                                                       |                                                                                           |                                                                                           |
| 43°                                                                                      | Estados Unidos                                                                           | 15 647                                                                                   | 43°                                                                                       |                                                                                           |                                                                                           |
| 44°                                                                                      | Burkina Faso                                                                             | 14 582                                                                                   | 44°                                                                                       |                                                                                           |                                                                                           |
| 45°                                                                                      | Bolivia                                                                                  | 13 980                                                                                   | 45°                                                                                       |                                                                                           |                                                                                           |
| 46°                                                                                      | Guinea                                                                                   | 13 493                                                                                   | 46°                                                                                       |                                                                                           |                                                                                           |
| 47°                                                                                      | Irán                                                                                     | 12 520                                                                                   | 47°                                                                                       |                                                                                           |                                                                                           |
| 48°                                                                                      | Afganistán                                                                               | 11 352                                                                                   | 48°                                                                                       |                                                                                           |                                                                                           |
| 49°                                                                                      | Somalia                                                                                  | 9252                                                                                     | 49°                                                                                       |                                                                                           |                                                                                           |
| 50°                                                                                      | Venezuela                                                                                | 9185                                                                                     | 50°                                                                                       |                                                                                           |                                                                                           |